# Jüdischer Friedhof (Slavkov u Brna)

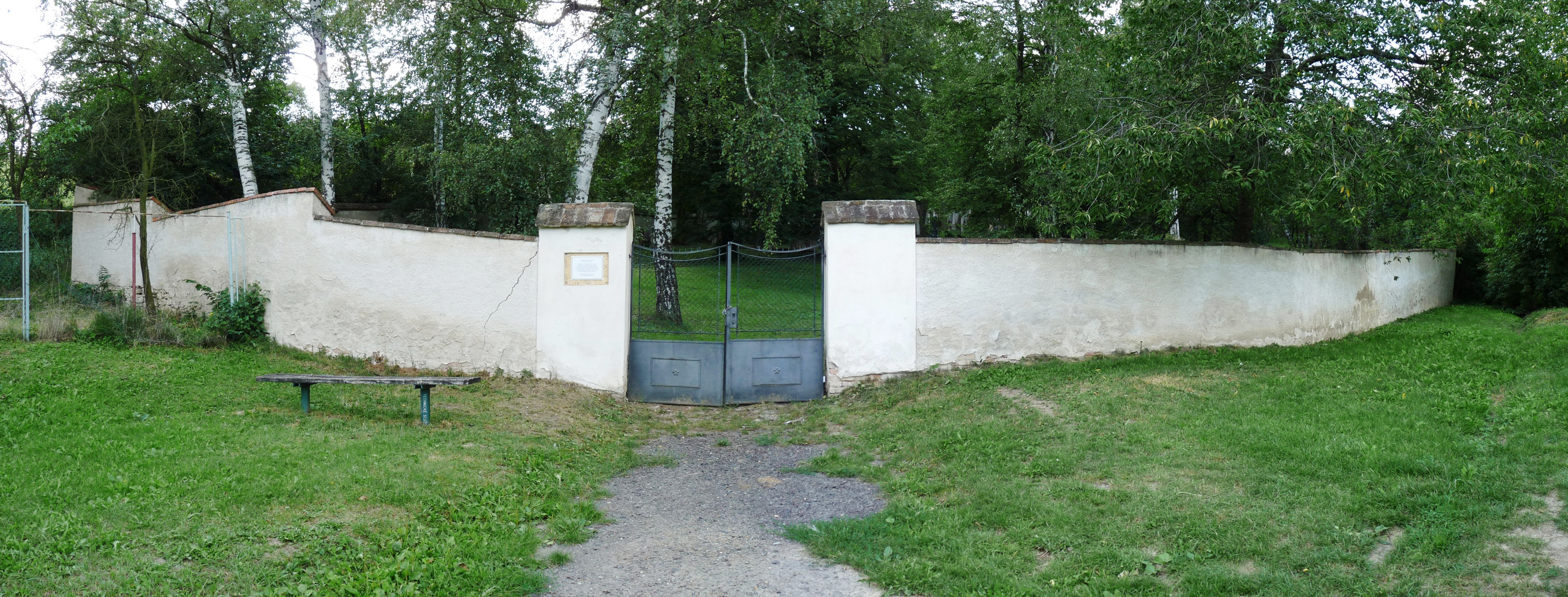
Eingang zum jüdischen Friedhof in Austerlitz

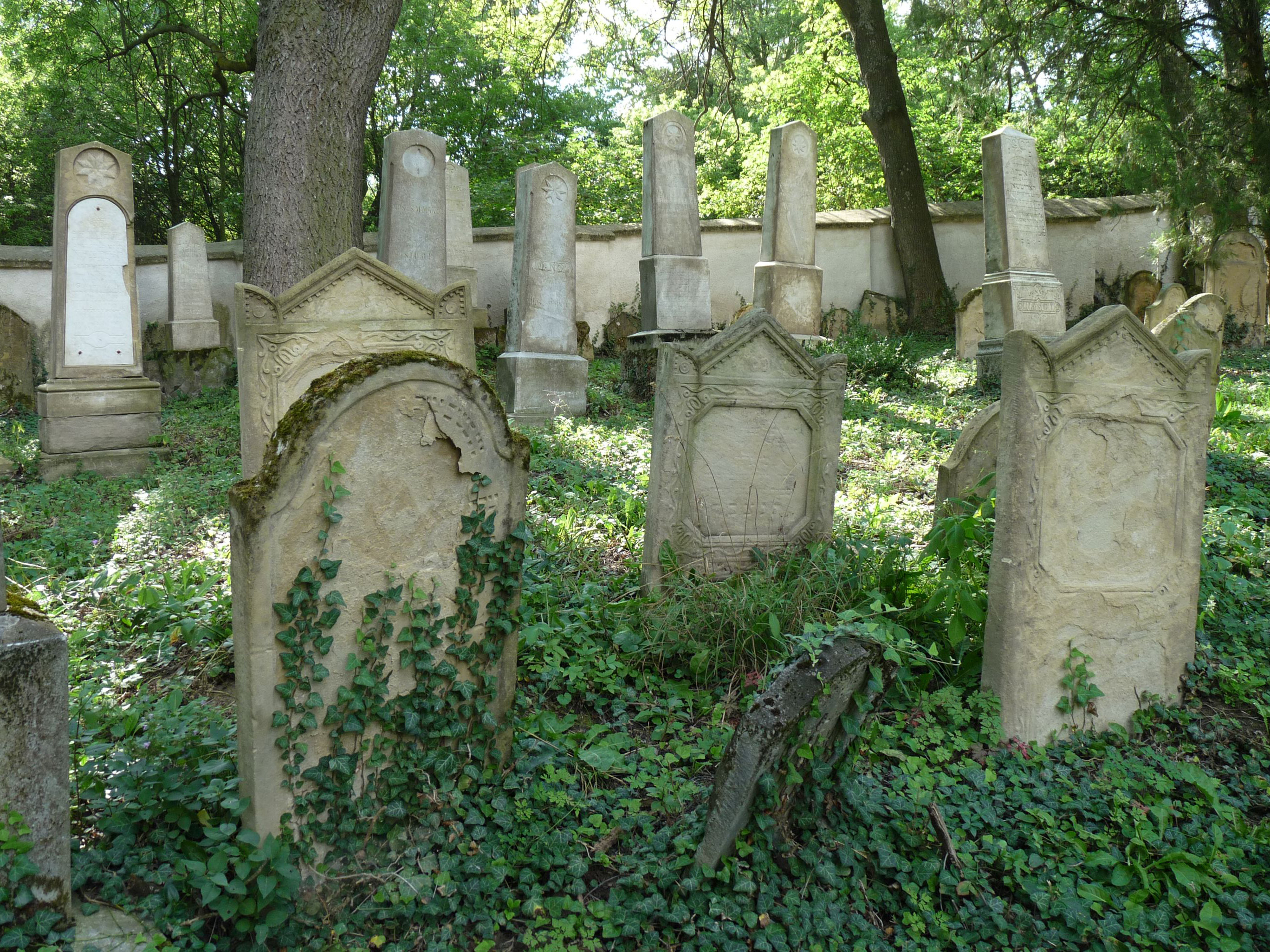
Grabsteine

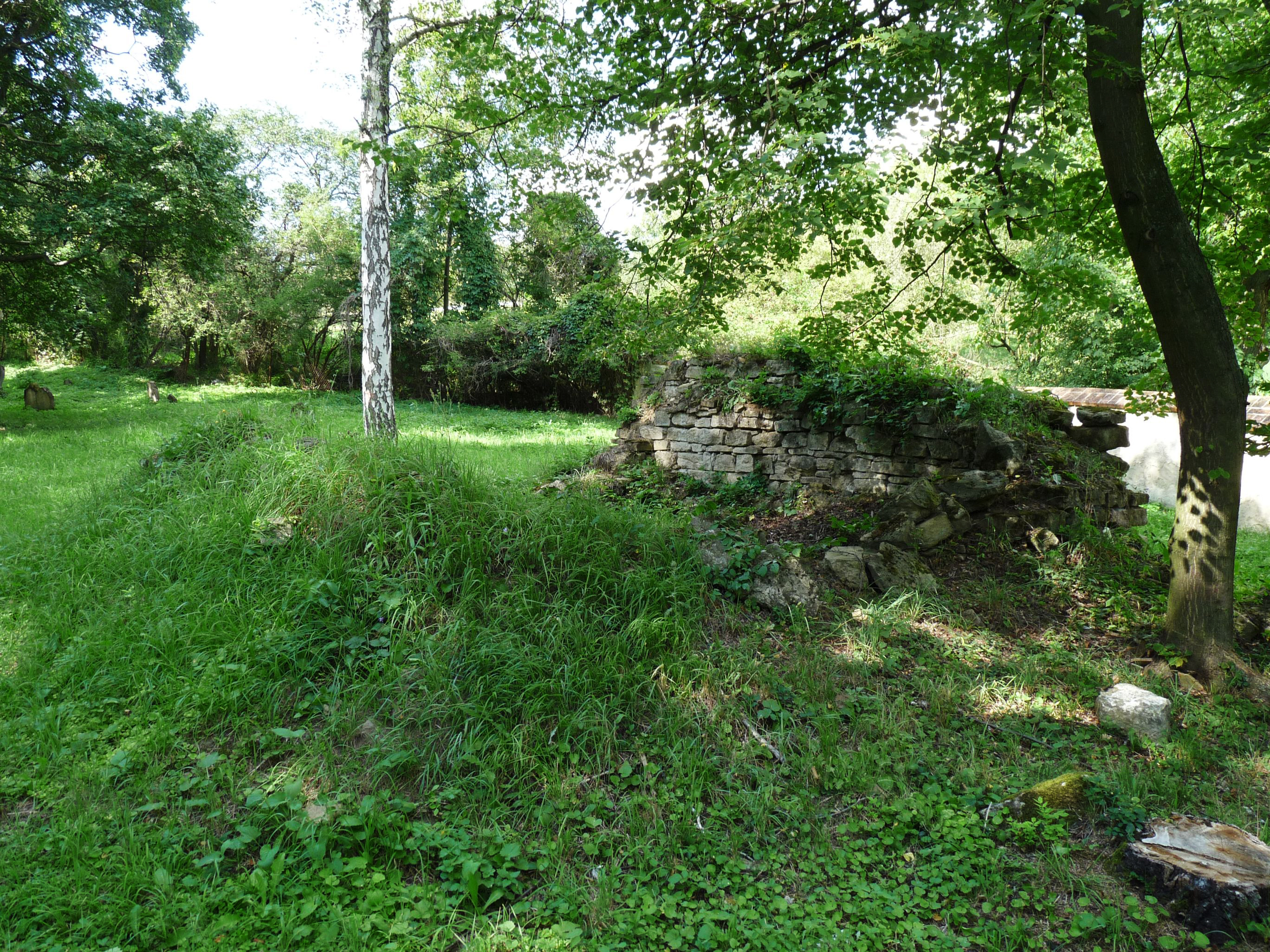
Ruine des Taharahauses

Der Jüdische Friedhof in Austerlitz (tschechisch Slavkov u Brna), einer Stadt 20 Kilometer östlich von Brünn in der Tschechischen Republik, wurde um 1745 angelegt. Der jüdische Friedhof, nördlich der Stadt bei der St. Urban-Kapelle gelegen, ist ein geschütztes Baudenkmal.

## Geschichte
Der alte jüdische Friedhof in Austerlitz, an der Straße nach Zdánice, musste aufgegeben werden, da er dem Besitzer des Herrschaftssitzes die freie Aussicht von seinem Schloss versperrte. Ein Teil der Grabsteine wurde auf den neuen Friedhof umgesetzt.